# Blurring the Edges
Blurring the Edges è l'album di debutto della cantautrice statunitense Meredith Brooks pubblicato nel 1997.

## Tracce
1. I Need – 4:10 (Brooks, Peiken)
2. Bitch – 4:12 (Brooks, Peiken)
3. Somedays – 3:45 (Brooks, Dvoskin)
4. Watched You Fall – 4:50 (Brooks, Ward)
5. Pollyanne – 3:14 (Brooks, Peiken)
6. Shatter – 3:59 (Brooks, Peiken)
7. My Little Town – 3:59 (Brooks, Corey, Lynch)
8. What Would Happen – 5:16 (Brooks)
9. It Don't Get Better – 4:12 (Brooks, Dukes)
10. Birthday – 3:14 (Brooks, Peiken)
11. Stop – 5:00 (Brooks, Dvoskin)
12. Wash My Hands – 5:04 (Brooks, Dvoskin, Peiken)